# سد مالپاسو
سد مالپاسو (به اسپانیایی: Presa Malpaso) یک سد خاکی، سد و نیروگاه برقابی در مکزیک است که در Tecpatán Municipality واقع شده‌است.